# L.A.’s Finest
L.A.’s Finest ist eine US-amerikanische Krimi-Fernsehserie, konzipiert von Brandon Margolis und Brandon Sonnier und produziert von Sony Pictures Television. Die Serie ist ein Spin-off der Bad-Boys-Filmreihe, in dem sich ebenfalls zwei gegensätzliche, in diesem Fall jedoch weibliche Ermittler als Partner miteinander arrangieren müssen. Die Hauptrollen spielen Gabrielle Union, die ihre Rolle aus Michael Bays Bad Boys II weiterführt, und Jessica Alba. Die Serie wurde erstmals am 13. Mai 2019 auf Spectrum ausgestrahlt und ist die erste Eigenproduktion des US-Kabelfernsehanbieters. Die Serie hatte ihr Debüt in Deutschland am 17. Oktober 2019 beim Pay-TV-Sender AXN.
Im Oktober 2020 wurde die Serie nach zwei Staffeln eingestellt.

## Handlung
Die frühere DEA-Agentin Syd Burnett wagt einen Neustart als Ermittlerin beim LAPD, wo ihr Nancy McKenna als neue Partnerin zugeteilt wird. Diese hat den Staatsanwalt Patrick McKenna geheiratet, der seine Tochter Izzy in die Ehe mitbrachte, und beneidet Burnett ein wenig um deren Unabhängigkeit. Die beiden führen komplett unterschiedliche Leben, funktionieren aber als ein erstklassiges Ermittler-Team.
In Staffel 2 betrauert Syd den Verlust einer Freundin, während McKenna mit den Nachwirkungen von Izzys Entführung fertigwerden muss. Ein starker Anstieg der Kriminalität in Koreatown zwingt sie und das LAPD-Team, schnell die Verantwortlichen zu finden. Unterstützt werden sie dabei wie bereits in Staffel 1 von ihren Ermittler-Kollegen Ben Baines und Ben Walker.

## Besetzung und Synchronisation
Die deutschsprachige Synchronisation entsteht bei der RC Production in München, nach einem Dialogbuch von Matthias Müntefering und unter der Dialogregie von Julia Haacke.
| Rolle                                                    | Schauspieler       | Hauptrolle (Folge) | Nebenrolle (Folge)    | Synchronsprecher  |
| -------------------------------------------------------- | ------------------ | ------------------ | --------------------- | ----------------- |
| Special Agent/Detective Lieutenant Sydney „Syd“ Burnett  | Gabrielle Union    | 1.01–2.13          |                       | Natascha Geisler  |
| Detective Lieutenant Dolores „Nancy“ McKenna (née Perez) | Jessica Alba       | 1.01–2.13          |                       | Stephanie Kellner |
| Detective Lieutenant Benjamin „Ben“ Baines               | Duane Martin       | 1.01–2.13          |                       | Stefan Günther    |
| Detective Lieutenant Benjamin „Ben“ Walker               | Zach Gilford       | 1.01–2.13          |                       | Benedikt Gutjan   |
| Patrick McKenna                                          | Ryan McPartlin     | 1.01–2.13          |                       | Patrick Schröder  |
| Isabel „Izzy“ McKenna                                    | Sophie Reynolds    | 1.01–2.13          |                       | Maresa Sedlmeir   |
| Joseph Vaughn                                            | Ernie Hudson       | 1.01–2.13          |                       | Matti Klemm       |
| Lieutenant Jason Calloway                                | David Fumero       |                    | 1.02–2.13             |                   |
| Nico Perez                                               | Joshua Alba        |                    | 1.02–2.13             | Uwe Thomsen       |
| Fletcher                                                 | John Salley        |                    | 1.01–2.13             |                   |
| Warren Hendrix                                           | Laz Alonso         |                    | 1.04–1.13             | Ole Pfennig       |
| Jen Striker                                              | Sabina Gadecki     |                    | 1.01–2.10             | Janina Dietz      |
| Carlene Hart                                             | Rebecca Budig      |                    | 1.03–1.13             |                   |
| Dante Sherman                                            | Barry Sloane       |                    | 1.01–1.03, 1.06–1.10  | Markus Pfeiffer   |
| Raymond „Ray“ Sherman                                    | Zach McGowan       |                    | 1.01, 1.03            | Alexander Brem    |
| Bishop Duvall                                            | Jake Busey         |                    | 1.07–1.10             | Matthias Klie     |
| Warren Hendrix                                           | Laz Alonso         |                    | 1.04–1.13             | Ole Pfennig       |
| Letti Ramirez                                            | Ciara Riley Wilson |                    | 1.02–1.04, 1.10, 1.13 | Felicitas Bauer   |
| Arlo Bates                                               | Jordan Rodrigues   |                    | 1.02–1.07             | Patrick Roche     |

## Episodenliste

### Staffel 1
| Nr. (ges.) | Nr. (St.) | Deutscher Titel            | Originaltitel          | Erstausstrahlung USA | Deutschsprachige Erstausstrahlung (D) | Regie          | Drehbuch                           |
| ---------- | --------- | -------------------------- | ---------------------- | -------------------- | ------------------------------------- | -------------- | ---------------------------------- |
| 1          | 1         | Schatten der Vergangenheit | Pilot                  | 13. Mai 2019         | 17. Okt. 2019                         | Anton Cropper  | Brandon Margolis & Brandon Sonnier |
| 2          | 2         | Unbeugsam                  | Defiance               | 13. Mai 2019         | 17. Okt. 2019                         | Anton Cropper  | Pam Veasey & John Dove             |
| 3          | 3         | Rache                      | Con Air                | 13. Mai 2019         | 17. Okt. 2019                         | Mark Tonderai  | Brandon Margolis & Brandon Sonnier |
| 4          | 4         | Déjà Vu                    | Déjà Vu                | 20. Mai 2019         | 24. Okt. 2019                         | Antonio Negret | Andrea Thornton                    |
| 5          | 5         | Abschied …                 | Farewell …             | 20. Mai 2019         | 31. Okt. 2019                         | Eagle Egilsson | Jai Tiggett                        |
| 6          | 6         | … Meine Liebe              | … My Lovely            | 27. Mai 2019         | 7. Nov. 2019                          | Janice Cooke   | Diana Mendez                       |
| 7          | 7         | Geheimnisse                | Book of Secrets        | 27. Mai 2019         | 14. Nov. 2019                         | Anton Cropper  | Brandon Margolis & Brandon Sonnier |
| 8          | 8         | Tote erzählen nichts       | Dead Men Tell No Tales | 3. Juni 2019         | 21. Nov. 2019                         | Anton Cropper  | John Dove                          |
| 9          | 9         | Wilde Gedanken             | Dangerous Minds        | 3. Juni 2019         | 28. Nov. 2019                         | Nathan Hope    | Pam Veasey                         |
| 10         | 10        | Der Staatsfeind Nr. 1      | Enemy of the State     | 10. Juni 2019        | 5. Dez. 2019                          | Anton Cropper  | Carol Bass, Megan I. McNamara      |
| 11         | 11        | Dieb                       | Thief                  | 10. Juni 2019        | 12. Dez. 2019                         | Lexi Alexander | Marisa Tam                         |
| 12         | 12        | Armageddon                 | Armageddon             | 17. Juni 2019        | 19. Dez. 2019                         | Janice Cooke   | John Dove & Jai Tiggett            |
| 13         | 13        | Bad Girls                  | Bad Girls              | 17. Juni 2019        | 26. Dez. 2019                         | Anton Cropper  | Brandon Margolis & Brandon Sonnier |

### Staffel 2
| Nr. (ges.) | Nr. (St.) | Deutscher Titel                  | Originaltitel                    | Erstausstrahlung USA | Deutschsprachige Erstausstrahlung (D) | Regie           | Drehbuch                           |
| ---------- | --------- | -------------------------------- | -------------------------------- | -------------------- | ------------------------------------- | --------------- | ---------------------------------- |
| 14         | 1         | Der Fluch der Black Pearl        | The Curse of the Black Pearl     | 9. Sep. 2020         | 1. Okt. 2020                          | Anton Cropper   | Brandon Margolis & Brandon Sonnier |
| 15         | 2         | Der Lone Ranger                  | The Lone Ranger                  | 9. Sep. 2020         | 8. Okt. 2020                          | Anton Cropper   | John Dove                          |
| 16         | 3         | Diebe der Nacht                  | Thief of Hearts                  | 9. Sep. 2020         | 15. Okt. 2020                         | Lisa Demaine    | Marisa Tam                         |
| 17         | 4         | Beverly Hills Cops               | Beverly Hills Cops               | 9. Sep. 2020         | 22. Okt. 2020                         | Solvan Naim     | Aaaron Carew                       |
| 18         | 5         | Nur 60 Sekunden                  | Gone in 60 Seconds               | 9. Sep. 2020         | 29. Okt. 2020                         | Ray Daniels III | Michael J. Ballin & Thomas Aguilar |
| 19         | 6         | Maverick                         | Maverick                         | 9. Sep. 2020         | 5. Nov. 2020                          | Ruben Garcia    | Megan I. McNamara                  |
| 20         | 7         | Eine schwere Entscheidung        | March or Die                     | 9. Sep. 2020         | 12. Nov. 2020                         | Brandon Sonnier | Pam Veasey                         |
| 21         | 8         | Bad Company                      | Bad Company                      | 9. Sep. 2020         | 19. Nov. 2020                         | Anton Cropper   | John Dove                          |
| 22         | 9         | Ricky                            | Kangaroo Jack                    | 9. Sep. 2020         | 26. Nov. 2020                         | Anna Mastro     | Carol Bass                         |
| 23         | 10        | Und erlöse uns von dem Bösen     | Deliver Us From Evil             | 9. Sep. 2020         | 3. Dez. 2020                          | Anton Cropper   | Aaron Carew & Marisa Tam           |
| 24         | 11        | Rafferty und die Gold Dust Twins | Rafferty and the Gold Dust Twins | 9. Sep. 2020         | 10. Dez. 2020                         | Darren Grant    | Barry L. Levy                      |
| 25         | 12        | Die Wahrheit                     | Coyote Ugly                      | 9. Sep. 2020         | 17. Dez. 2020                         | Erica Watson    | Michael J. Ballin & Thomas Aguilar |
| 26         | 13        | Für das Leben                    | Fort Life                        | 9. Sep. 2020         | 24. Dez. 2020                         | Antonio Negret  | Brandon Margolis & Brandon Sonnier |

## Trivia
- Nancys Bruder Nico wird gespielt von Jessica Albas tatsächlichem Bruder Joshua Alba.
- Die meisten Episoden-Titel sind nach Filmen von Produzent Jerry Bruckheimer benannt.
- In einigen Folgen gibt es Anspielungen auf Syds Bruder Marcus Burnett sowie seinen Partner Mike Lowry, ein Verweis auf die Bad-Boys-Filme.
- Neben Gabrielle Union als Syd Burnett nimmt auch John Salley als Fletcher seine Rolle aus Bad Boys wieder auf.
- Die Serie wurde ursprünglich für den US-Sender NBC entwickelt, doch nach der Produktion des Piloten wollte dieser sie doch nicht ins Programm aufnehmen. Daraufhin suchten Produzent Jerry Bruckheimer und Sony Pictures Television nach einem neuen Abnehmer und erst über ein Jahr nachdem sich NBC gegen die Serie entschieden hat, feierte sie bei Spectrum ihre Premiere.[8]

## Auszeichnungen
Teen Choice Awards 2019
- Choice Action TV Actress für Gabrielle Union
- Nominiert als Choice Action TV Actress für Jessica Alba